# Толстая (Городищенский район)
То́лстая (укр. То́вста) — село в Городищенском районе Черкасской области Украины, центр сельской рады. Население — 778 человек, 353 двора (на 2009 год).